# Margarita Hernández (atleta)
Margarita Hernández Flores (Toluca, Estado de México, México - 3 de diciembre de 1985) es una corredora de fondo mexicana.Integra la delegación mexicana en los Juegos Olímpicos de París 2024.

## Biografía
Hernández es estudiante de la Universidad Autónoma del Estado de México. Su entrenador es José Socorro Neri Valenzuela.

## Carrera deportiva
Participó en la Universiada Nacional de 2009 en Cuernavaca, en donde obtuvo medalla de oro en los 5 000 metros. En ese mismo año en el Campeonato Nacional de Campo Traviesa ganó medalla de plata en los 8 kilómetros. En 2010 obtuvo medallas de oro en los 5 000 y en los 10 000 metros en la Universiada Nacional de 2010, celebrada en Chihuahua y en su debut en el Campeonato Nacional de Atletismo obtuvo 10° lugar en los 5 000 y 6° en los 10 000. En los XXII Juegos Centroamericanos y del Caribe, celebrados en Veracruz en 2014, Hernández ganó medalla de oro en el maratón femenil y rompió récord centroamericano con tiempo de 2:41:16. Dicha marca tenía 20 años sin romperse. En los Juegos Panamericanos de 2015 obtuvo sexto lugar con tiempo de 2:41:57.
En enero de 2016 obtuvo su clasificación a Río 2016 al terminar el Maratón de Houston con tiempo de 2:29:57.

## Récords personales
| Prueba        | Tiempo   | Lugar     | Fecha      |
| ------------- | -------- | --------- | ---------- |
| 5000 metros   | 15:37.62 | Norwalk   | 15-3-2016  |
| 10 000 metros | 32:11.04 | Palo Alto | 01-05-2016 |
| Medio maratón | 1:11:56  | Cardiff   | 26-3-2016  |
| Maratón       | 2:29:53  | Houston   | 17-1-2016  |